# Lorenzo Manta
Lorenzo Manta (* 16. September 1974 in Winterthur) ist ein ehemaliger Schweizer Tennisspieler italienischer Abstammung.

## Karriere
Manta wurde von seinem Vater Leonardo Manta trainiert, der 1971 für die Schweiz am Davis Cup teilnahm und 1974 als Vertreter des LTC Winterthur zusammen mit Evagreth Emmenegger Schweizer Meister im Mixed wurde. Er konnte auf der ATP World Tour einen Final im Doppelwettbewerb erreichen. 1999 unterlag er beim Turnier in Taschkent an der Seite von Mark Keil ausgerechnet gegen seinen eigenen langjährigen Davis-Cup-Doppelpartner Marc Rosset, der zusammen mit Oleg Ogorodov angetreten war. Seine höchste Notierung in der Tennisweltrangliste erreichte er 2000 mit Position 103 im Einzel sowie im darauf folgenden Jahr mit Position 82 im Doppel. Sein bestes Einzelresultat bei einem Grand-Slam-Turnier war der Achtelfinal 1999 in Wimbledon, wo er den damaligen Weltranglistenfünften Richard Krajicek in fünf Sätzen schlug. 2001 erreichte er bei den French Open das Doppel-Achtelfinale.
Manta spielte zwischen 1995 und 2001 für die Schweizer Davis-Cup-Mannschaft. Sein erstes von insgesamt elf Doppeln (Bilanz 9-2) spielte er an der Seite von Jakob Hlasek, bis 1999 spielte er mit Marc Rosset, danach war er Partner von Roger Federer. Zwischen September 1997 und April 2001 gewann er neun Doppelspiele in Folge. Er trat auch in fünf Einzelpartien an, wobei er jedoch viermal unterlag. Seinen einzigen Sieg feierte er gegen Vasilly  Kazhera beim 5-0 gegen Belarus.
2002 beendete er seine Karriere im Alter von 27 Jahren aus gesundheitlichen Gründen.

## Erfolge

### Doppel

#### Turniersiege
| Nr. | Datum            | Turnier    | Belag     | Partner           | Finalgegner                        | Ergebnis       |
| --- | ---------------- | ---------- | --------- | ----------------- | ---------------------------------- | -------------- |
| 1.  | 31. Juli 1995    | Istanbul   | Hartplatz | Omar Camporese    | Carlos Gómez Díaz Álex Calatrava   | 6:3, 6:4       |
| 2.  | 22. Januar 1996  | Heilbronn  | Teppich   | Pavel Vízner      | Diego Nargiso Udo Riglewski        | 6:3, 7:6       |
| 3.  | 16. Februar 1998 | Lübeck (1) | Teppich   | Andrew Richardson | Tuomas Ketola Stéphane Simian      | 7:6, 6:2       |
| 4.  | 8. März 1999     | Kyōto      | Teppich   | Julian Knowle     | Giorgio Galimberti Lee Hyung-taik  | 6:1, 6:7, 6:2  |
| 5.  | 31. Juli 2000    | Lexington  | Hartplatz | Laurence Tieleman | Grant Stafford Wesley Whitehouse   | 7:6, 7:6       |
| 6.  | 9. Oktober 2000  | Grenoble   | Hartplatz | Julian Knowle     | Yves Allegro Julien Cuaz           | 6:3, 6:4       |
| 7.  | 29. Januar 2001  | Hamburg    | Teppich   | Julian Knowle     | Karsten Braasch Jens Knippschild   | 6:3, 7:64      |
| 8.  | 12. Februar 2001 | Lübeck (2) | Teppich   | Julian Knowle     | Yves Allegro Michael Kohlmann      | 6:3, 3:6, 7:62 |
| 9.  | 26. Februar 2001 | Cherbourg  | Hartplatz | Julian Knowle     | Cédric Kauffmann Frédéric Niemeyer | 3:6, 6:4, 6:3  |

#### Finalteilnahmen
| Nr. | Datum              | Turnier   | Belag     | Partner   | Finalgegner               | Ergebnis   |
| --- | ------------------ | --------- | --------- | --------- | ------------------------- | ---------- |
| 1.  | 19. September 1999 | Taschkent | Hartplatz | Mark Keil | Oleg Ogorodov Marc Rosset | 6:74, 6:71 |

## Privates
Er ist Bruder von Joana Manta, die ebenfalls Tennisspielerin war. Er führt heute zusammen mit seiner Familie das Gastronomieunternehmen Manta-Bar AG mit Sitz in Winterthur.